# (3158) Anga
(3158) Anga (1976 SU2) – planetoida z pasa głównego asteroid okrążająca Słońce w ciągu 4,07 lat w średniej odległości 2,55 au. Odkryta 24 września 1976 roku.